# Хогуортс
Училището за магия и вълшебство Хогуортс (на английски: Hogwarts School of Witchcraft and Wizardry) е измислено британско училище-пансион по магия за ученици на възраст от единадесет до осемнадесет години и е основното място за първите шест книги от поредицата за Хари Потър на Дж. К. Роулинг и служи като основно място в Магьосническия свят.

## История

### Основаване
Основан през 10 век от Годрик Грифиндор, Роуина Рейвънклоу, Хелга Хафълпаф и Салазар Слидерин, Хогуортс е създаден в планините на Шотландия, за да се обучават млади магьосници и вещици, както и да предпазва учениците от мъгълско преследване. Теорията гласи, че Роуина Рейвънклоу е измислила името на Хогуортс, след като сънува брадавичеста свиня, която я води до скала край езеро. Оттогава Хогуортс обучава повечето деца на магьосници в Обединеното кралство и околните му райони, като запазва местоположението си скрито от други магьоснически училища и мъгъли.

### Средновековие
Около триста години след основаването на училището, Тримагическият турнир е създаден като междуучилищно състезание между трите най-престижни магически училища в Европа: Хогуортс, Бобатон и Дурмщранг. Турнирът се провежда шест века, преди да бъде прекратен. През учебната 1994-95 г. е направен опит за подновяване на състезанието, но заради смъртта на Седрик Дигъри турнирът е окончателно прекратен.

## Обучение и традиции
Хогуортс е средно училище-пансион, което приема деца на възраст от единадесет до седемнадесет. Образованието в Хогуортс не е задължително, като някои ученици се обучават вкъщи, както е посочено в Хари Потър и Даровете на Смъртта. Роулинг първоначално казва, че в Хогуортс се обучават около хиляда ученици. По-късно тя предлага около шестстотин, като същевременно признава, че този брой не е в съответствие с малкия брой ученици в годината на Хари. Освен това тя обяснява, че това е резултат от създаването на само 40 персонажа за годината на Хари.

### Прием
Според романите приемът в Хогуортс е селективен, тъй като децата, които показват магически способности, автоматично получават място, и немощните (свибите) не могат да посещават училището като ученици (въпреки че могат да работят там, както Аргус Филч). Вълшебното перо на Хогуортс открива раждането на деца магьосници и записва имената им в голяма пергаментова книга, но няма изпит за прием, защото „или си вълшебник, или не си“. Всяка година учител проверява тази книга и изпраща писма до децата, които навършват единадесет години. Приемането или отказът на място в Хогуортс трябва да бъде съобщен до 31 юли. Писмото съдържа и списък с консумативи като книги за заклинания, униформа и други неща, от които ученикът ще се нуждае. Очаква се бъдещият ученик да закупи всички необходими материали, обикновено от магазини, намиращи се на Диагон-Али, скрита улица близо до Чаринг Крос Роуд в Лондон, която може да се намери зад магьосническата кръчма „Продъненият котел“. Учениците, които не могат да си позволят покупките, могат да получат финансова помощ от училището, както се случва със сирачето Том Риддъл.
Писма до мъгълородени вещици и магьосници, които може да не са наясно със своите сили и не са запознати със скрития магьоснически свят, се доставят лично от член на персонала на Хогуортс, който след това обяснява на родителите или настойниците за магическото общество.
Въпреки че училището е във Великобритания, районът му обхваща и Британските острови, тъй като ирландските ученици също могат да го посещават.
Всеки ученик може да носи със себе си сова, котка или жаба. Заедно с писмото за приемане на ученика се изпраща списък с необходимото оборудване, което включва пръчка, учебници, котел (стандартен размер номер 2), комплект месингови везни, комплект стъклени или кристални флакони, комплект основни съставки за отвари (за отвари) и телескоп (за астрономия). Униформата на Хогуортс се състои от черна шапка, чифт защитни ръкавици и черно зимно наметало със сребърни закопчалки. Всяка униформа трябва да съдържа името на ученика. През първите години не се разрешава собствена метла, въпреки че изключение от това правило е направено за Хари Потър през първата му година, след като той демонстрира отлична способност като търсач по куидич.

### Пристигане
Основният вид транспорт до Хогуортс е Хогуортс Експрес, който учениците вземат в началото на всяка учебна година. Те се качват на влака от също измисления и скрит перон 9¾ на гара Кингс Крос в Лондон. Влакът пристига на гара Хогсмийд близо до Хогуортс, известно време след падането на нощта.
Оттам учениците от първи курс са придружени от пазителя на дивеча, който е Хагрид по време на първия роман, до малки лодки, които магически плават през езерото и ги отвеждат близо до входа на Хогуортс. По-големите ученици се возят до замъка с карети, теглени от същества, наречени тестроли. Когато първокурсниците пристигат в замъка, те изчакват в малка стая извън входното антре, докато по-големите ученици заемат местата си, и след това влизат в Голямата зала за Разпределителната церемония. Както казва професор Минерва Макгонъгол в Хари Потър и Философският камък, „Разпределителната церемония е много важна церемония, защото докато сте тук, вашият дом ще бъде вашето семейство в Хогуортс. Ще имате учебни часове с останалата част от дома си, ще спите в общежитието на дома си и ще прекарвате свободното време в общата стая на дома“. След като Разпределителната шапка изпее песен, всеки ученик на свой ред сяда на столчето пред останалите ученици. Шапката се поставя върху главата на ученика, след което тя проверява ума му и го разпределя в един от четирите дома въз основа на способности, личност и предпочитания. След церемонията учениците и преподавателите се наслаждават на празничната трапеза, приготвена от домашните духчета на Хогуортс. Ако Дъмбълдор е весел, той ще пее училищната песен заедно с учениците.

### Домове
Хогуортс е разделен на четири къщи, всяка от които носи фамилното име на своя основател: Годрик Грифиндор, Салазар Слидерин, Роуина Рейвънклоу и Хелга Хафълпаф. През цялата учебна година домовете се състезават за Купата на домовете, като печелят и губят точки въз основа на действия като представяне в клас и нарушения на правилата. Всеки дом има и собствен отбор по куидич, който се състезава за Купата по куидич. Тези две състезания пораждат съперничество между домовете. Домовете в Хогуортс са общности за живеене и обучение за своите ученици. Всеки дом е под ръководството на един от преподавателите на Хогуортс. Ръководителите на домовете, както ги наричат, са отговорни да дават на своите ученици важна информация, да се справят с въпросите на тежките наказания и да реагират на извънредни ситуации в поверените им домове, наред с други неща. Общежитието и общата стая на един дом са недостъпни, с изключения, за учениците от други домове; учениците от един дом са разпределени по курс.
В първите дни на Хогуортс четиримата основатели подбират лично ученици за своите домове. Когато основателите се притесняват как учениците ще бъдат подбирани след смъртта им, Годрик Грифиндор сваля шапката си и всеки добавя знания в нея, позволявайки на Разпределителната шапка да избира учениците, като преценява качествата и способностите на всеки ученик, въз основа на които да ги постави в най-подходящия дом. Собственият избор на ученика може да повлияе на решението: най-яркият пример е шапката, която казва на Хари, че ще се справи добре в Слидерин в първата книга, но в крайна сметка избира Грифиндор, след като Хари я моли да не го поставя в Слидерин.
Преводачите на книгите изпитват затруднения при превода на понятието „дом“; в страни, където тази образователна система не съществува, нито една дума не би могла да предаде адекватно значението на принадлежността към дома, лоялността, която му се дължи, и гордостта от наградите, спечелени за дома.

#### Грифиндор
Грифиндор цени смелостта, дързостта, решителността и кавалерството. Талисманът на Грифиндор е лъвът, а цветовете му са аленочервено и златисто (кафяво и златисто на вратовръзките и шаловете). По време на книгите ръководителят на тази къща е професорът по трансфигурация и заместник-директор Минерва Макгонъгол, докато тя става директор, а домашният призрак е сър Никълъс де Мимси-Порпингтън, по-известен като Почтибезглавия Ник. Според Роулинг, Грифиндор приблизително съответства на елемента огън. Основател на дома е Годрик Грифиндор.
Общата стая на Грифиндор се намира в една от най-високите кули на замъка, а входът ѝ е на седмия етаж в източното крило на замъка и се охранява от картина на Дебелата дама, която е облечена в розова рокля. Тя разрешава влизане само след като ѝ бъде казана правилната парола, както е установено в третата книга, когато Сириус Блек се опитва да влезе насила в кулата, след като той не можа да даде правилната парола. В първата книга Невил Лонгботъм е склонен да забравя паролата и трябва да чака близо до картината, докато пристигнат други грифиндорци, за да отворят входа.

#### Хафълпаф
Хафълпаф цени упоритостта, търпението, справедливостта и лоялността. Домашният талисман е язовецът, а канарско жълто и черно (или златисто жълто и графит във филмите Фантастични животни) са неговите цветове. По време на книгите ръководителят на тази къща е професорът по билкология Помона Спраут, а домашният призрак е Дебелия монах. Според Роулинг, Хафълпъф съответства приблизително на елемента земя. Основател на тази къща е Хелга Хафълпаф.
Входът към общите помещения на Хафълпаф и входът на общата стая е скрит в купчина големи бъчви в ниша в коридора, водещ към кухнята. За да влезете, трябва да докоснете капака в средата на втория ред в ритъма на Хелга Хафълпаф, ако се почука грешен капак или ритъмът е грешен, опитващият да влезе бива окъпан с оцет. Общата стая на Хафълпаф е пълна с жълти завеси и дебели кресла и има малки тунели, водещи към спалните, всички от които имат идеално кръгли врати, като бъчви.

#### Рейвънклоу
Рейвънклоу цени интелигентността, ученето, мъдростта и остроумието. Талисманът на дома е орел, а цветовете на къщата са синьо и бронзово (синьо и сребристо във филмите за Хари Потър и Фантастични животни и на вратовръзките и шаловете). По време на книгите ръководителят на този дом е професорът по вълшебство Филиус Флитуик, а домашният призрак е Сивата дама. Според Роулинг Рейвънклоу съответства приблизително на елемента въздух. Основател на този дом е Роуина Рейвънклоу.
Общежитията са в кулата Рейвънклоу, в западната част на Хогуортс. Общата стая е кръгла и изпълнена със сини завеси и фотьойли, има куполен таван, изрисуван със звезди и включва реплика на статуя на Роуина, носеща нейната диадема. Хари също така отбелязва, че Рейвънклоу „имат невероятна гледка към околните планини“. За влизане трябва да се реши логическа гатанка, докато общите стаи на Грифиндор и Слидерин изискват само парола, което показва, че може да е по-лесно за тези студенти от други домове, които притежават висока степен на интелигентност, за да влязат в тази обща стая от другите. Професор Макгонъгол, ръководителят на дом Грифиндор, решава гатанката точно.

#### Слидерин
Слидерин цени амбицията, хитростта, лидерството и находчивостта. Резпределителната шапка казва в Хари Потър и Философският камък, че слидеринците ще направят всичко, за да постигнат своята цел. Домашният талисман на Слидерин е змията, а цветовете на къщата са зелено и сребристо. През цялата поредица, до седмата книга, ръководител на дома е професор Сивиръс Снейп, като след това ръководител става предшественика му професор Хорас Слъгхорн, който се връща от пенсия. Призракът на къщата на Слидерин е Кървавия барон. Според Роулинг, Слидерин приблизително съответства на елемента вода. Основателят на този дом е Салазар Слидерин.
До общежитията и общата стая на Слидерин се стига чрез изговаряне на парола на участък от гола каменна стена в подземията, който води до отваряне на скрита врата. Общата стая на Слидерин е дълга, ниска стая в стил подземие, под езерото на Хогуортс, обзаведена със зелени лампи и резбовани фотьойли. Във втората книга стаята е описана като зеленикаво сияние.
Разпределителната шапка твърди, че чистотата на кръвта е фактор при избора на слидеринци, въпреки че това не се споменава до петата книга. Няма причина обаче да вярваме, че мъгълородените ученици не са разпределени там, а просто чистокръвните ученици са по-желани за този дом, тъй като има няколко примера за нечистокръвни в къщата – като Снейп и Том Риддъл (Волдемор) – а самият Хари не попада в дома само по негово собствено настояване. В Хари Потър и Даровете на Смъртта група похитители твърдят, че „не много нечистокръвни“ са разпределени в Слидерин.
Когато вярва, че Хари е мъртъв и смята, че има окончателна победа в ръцете си, Волдемор обявява намерението си да премахне другите три домове и да принуди всички ученици от Хогуортс да влязат в Слидерин. Този план е осуетен от неговото поражение и смърт, след което Слидерин става по-разреден в своята чистота на кръвта, като вече не остава чистокръвният бастион, който някога е бил.

### Предмети и учители
Тъй като е училище по магия, много предмети в Хогуортс се различават от изучаването в типичното училище. Някои предмети, като история на магията, вълшебство и трансфигурация са уникални за света на магьосниците. Има дванадесет посочени учители (наричани професори), всеки от които е специализиран в един предмет. Всички преподаватели се наблюдават от директор и заместник-директор. Трансфигурация, защита срещу черните изкуства, вълшебство, отвари, астрономия, история на магията и билкология са задължителни предмети за първите пет години, както и уроци по летене. В края на втората си година от учениците се изисква да добавят поне два незадължителни предмета към учебната си програма за началото на третата година. Петте варианта са аритмантика, мъгълознание, пророкуване, изучаване на древни руни и грижа за магическите създания. Според Дж. К. Роулинг „много специализирани предмети като алхимията понякога се предлагат през последните две години, ако има достатъчно търсене“.
В края на петата си година учениците полагат изпити СОВА по всички предмети, в които са записани. Учениците, които получат достатъчно висока оценка по определен предмет може да преминат курса за напреднали през последните две години, като подготовка за изпитите ТРИТОН, провеждани в края на седмата година.

### Ежедневие
Денят започва в Хогуортс със закуска в Голямата зала. Учениците сядат на масата на своя дом и могат да ядат и да общуват или да пишат домашни. Директорът или директорката ядат с професорите на Високата маса, поставена в далечния край на залата. По време на закуската совите носят пратки на учениците, обикновено състояща се от Пророчески вести, писма от родители или приятели или пакети от вкъщи. Звънецът сигнализира за началото на първия час в 9 ч.
Има два дълги сутрешни часа с кратка почивка между тях, за да могат учениците да стигнат до следващия си час. След обяд занятията се възобновяват в 13 ч. и има почивка около следобедния чай преди друг учебен час. Занятията са с продължителност около един час, като понякога има двойни - с продължителност по два часа. Часовете приключват около пет часа. Учениците от първи курс получават почивен петък следобед, докато онези от шести и седми курс имат няколко часа свободно време през седмицата. Вечерта учениците вечерят в Голямата зала, след което се очаква да бъдат в общите си стаи. Часовете по астрономия се провеждат късно през нощта в Астрономическата кула.
Четирите домове имат тайни входове, обикновено известни само на членовете на съответния дом, като се изисква парола (Грифиндор и Слидерин), отговор на загадка (Рейвънклоу) или ритуал (Хафълпаф), за да може да се влезе. Вътре е общото помещение, в което има фотьойли и дивани за учениците и маси за учене и домашна работа. Има камини, които поддържат стаите топли и учениците или се отпускат тук вечер, или завършват домашните си, но могат да довършат работата си в спалнята. Във всяка обща стая и на други стратегически точки в училището има табла за обяви. Учениците спят в спалните помещения на дома, които се разклоняват от общите стаи. Всяко спално помещение има минимум две стаи - една за момчета и една за момичета (омагьосване не позволява на момчетата да влязат в зоната за момичета, въпреки че няма заклинание, което да предотврати случването на обратното). Всеки ученик спи в голямо легло с балдахин с покривала и тежки завеси в цветовете на къщата и дебели бели възглавници. Към всяко легло има нощно шкафче, а във всяко общежитие има кана с вода и чаши на поднос.
В определените почивни дни на учениците от Хогуортс в третата си година или по-висока, с подписано разрешение, е позволено да се разхождат до близкото магьосническо село Хогсмийд, където могат да се отпуснат и да се насладят на кръчмите, ресторантите и магазините. Изглежда съществуват добри отношения между училището и селото и учениците се разбират добре с местните жители. Любими места в Хогсмийд включват сладкарницата, Магазинчето за шеги на Зонко, магазини за дрехи като Висша мода за магьосници, Къщата на крясъците (считана за най-старата обитавана от духове сграда във Великобритания), кръчмите „Трите метли“ и „Свинската глава“ и кафенето на мадам Пудифут.

#### Храна
Домашните духчета в Хогуортс, наред с други задължения, осигуряват цялата храна на учениците и персонала. Те готвят голямо разнообразие от ястия, особено на празниците. Различните ястия се приготвят в кухните точно под Голямата зала. В кухнята има четири дълги маси, директно подравнени с масите на домовете в Голямата зала отгоре. По време на хранене храната се пренася магически нагоре и се появява директно пред учениците.

#### Дисциплина
Освен загубата на точки за дома, сериозните нарушения в Хогуортс се наказват със задържане след часовете. Всеки път, когато ученик загуби точка за своя дом, бижутата на домовете (рубини за Грифиндорс, изумруди за Слидерин, сапфири за Рейвънклоу и топази за Хафълпаф) се отнемат от стъклен пясъчен часовник, разположен във всяка класна стая. Същото важи и за добавянето на точки към конкретния дом.
Според училищния пазач Аргус Филч доскоро задържането означавало подлагане на различни форми на телесни наказания. Артър Уизли твърди, че все още носи физически белези, нанесени от Аполион Прингъл, предшественика на Филч. В днешно време обаче задържането обикновено включва подпомагане на персонала или преподавателите при досадни задачи. Примерите за задържане включват този, наложен на Хари от Ъмбридж в 'Орденът на феникса. В този случай Хари е принуден да напише „Не трябва да лъжа“ многократно, използвайки вълшебно перо, което след това издълбава написаното върху ръката му. Повечето учители в училището обаче никога не прилагат това жестоко наказание. В друг случай, когато Снейп хваща Хари да използва проклятието сектумсемпра върху Драко, той е принуден да прегледа над хиляда кутии с фишове, описващи нарушителите в Хогуортс и техните наказания. Хари трябва да ги подреди по азбучен ред и да пренапише картите, чиито думи са трудни за четене или повредени по друг начин.
За още по-сериозни нарушения учениците могат да бъдат отстранени или дори изключени от Хогуортс. Хари и Рон са заплашени от изключване, след като се блъснат с колата на Рон в Плашещата върба в началото на втората си година, а Хари е изгонен преди началото на петата си година (въпреки че присъдата бързо се променя на дисциплинарно изслушване), след като използва магия в присъствието на мъгъли, сериозно престъпление сред магьосническата общност. Дъмбълдор се аргументира в защита на Хари, заявявайки, че магията е направено при самозащита и че министерството няма правомощия да изключва ученици - такива има директорът. Снейп се опитва да изгони Хари и се опита да изгони бащата на Хари, Джеймс Потър, докато са ученици в Хогуортс. Единственият ученик, за който се знае, че е изключен, е Хагрид за убийството на Миртъл с акромантула, за която се смята, че е чудовището на Слидерин, и за отварянето на Стаята на тайните – престъпления, за които Том Риддъл го клевети.
Професорите изглежда могат да наказват учениците относително безнаказано и могат да раздават задържане, дори за незадоволителни оценки. Прилагането на правилата извън класа се пада основно на преподавателя, със съдействието на префектите. Ръководителят на дома обикновено има последната дума по дисциплинарните въпроси. Въпреки това, по време на мандата на Ъмбридж в Хогуортс, тя бързо получава властта да има последната дума в дисциплинарните действия, поради образователен указ (един от многото), приет от министъра на магията Корнелиус Фъдж.
През лятото преди петата им година двама ученици от петата година от всеки дом се избират за префекти, което им дава привилегии и отговорности и дисциплинарни отговорности. Префектите също имат право да задържат за нарушения.

## Замък и територия
Дж. К. Роулинг казва, че си представя Хогуортс в неговата цялост:
| „ | Огромен, разхвърлян, доста страшно изглеждащ замък, с множество от кули и бойници. Подобно на къщата на Уизли, това не е сграда, която мъгълите биха могли да построят, защото се поддържа от магия. | “ |

В романите Хогуортс е някъде в Шотландия (във филма Затворник от Азкабан се казва, че Дъфтаун е близо). Училището е изобразено като притежаващо многобройни вълшебства и заклинания върху и около него, които правят невъзможно за мъгъла да го открие. Мъгълите не могат да видят училището; по-скоро виждат само руини и няколко предупреждения за опасност. Пространството около замъка се описва като обширна територия с наклонени тревни площи, цветни и зеленчукови лехи, езеро (наречено Черното езеро), голяма гъста гора (наречена Забранената гора), няколко оранжерии и други стопански постройки и терен за куидич. Има и соварник, в който се помещават всички сови, собственост на училището и тези на учениците. Някои стаи в училището са склонни да се „движат“, както и стълбите от голямото стълбище. Вещиците и магьосниците не могат да апарират на територията на Хогуортс, освен когато директорът премахне магията. Електричество и електронни устройства няма в Хогуортс. В Хари Потър и Огненият бокал Хърмаяни посочва, че поради високите нива на магия „заместителите на магията, които мъгълите използват“ като компютри, радари и електричество „се загубват“ около Хогуортс. Радиоприемниците обаче правят изключение. Роулинг обяснява това, като казва, че те не се захранват с електричество, а с магия.
Хогуортс е на брега на езеро, наричано Черното езеро. В това езеро има морски морски птици, езеряни и гигантски калмари. Гигантският калмар не атакува хората и понякога действа като спасител, когато учениците са в езерото. Замъкът и територията му са дом на много тайни зони, както и добре познати и добре използвани места.

### Скривалището на Философския камък
Достъпът е чрез влизане през капак на пода в забранения коридор на третия етаж и е защитен от седем магически предизвикателства, поставени от учителите.
- Гигантско триглаво куче на име Пухчо, поставено специално да пази вратата от Хагрид.
- Дяволската примка, отгледана от професор Спраут.
- Стая, съдържаща десетки ключове, омагьосана от професор Флитуик, на които поникнат крила и летят близо към тавана. Един от тези ключове отключва вратата към следващото изпитание. Във филмовата адаптация обаче ключовете атакуват търсача на Камъка.
- Голяма шахматна дъска с армия от големи шахматни фигури, трансфигурирана от професор Макгонъгол. За да продължи нататък, въпросното лице трябва да победи шахматните фигури в игра на магьоснически шах, където играчът трябва да рискува живота си, ако загуби. Рон и професор Куиръл са единствените магьосници, които печелят играта на магьоснически шах.
- Стая с голям трол вътре. Това е предизвикателството на Куиръл. В книгата Куиръл нокаутира собствения си трол, за да стигне до последната стая и по този начин триото не трябва да се бори с него; във филма не се появява, но се появява във игралната адаптация на книгата за PS1 и Game Boy Color.
- Серия от отвари, приготвени от професор Снейп. Логическа гатанка, а не магия, трябва да бъде решена. Има две врати, блокирани от огън. Една отвара позволява на човека да излезе по начина, по който е пристигнал, друга му позволява да продължи към следващото изпитание, две отвари са вино от коприва, а другите три са отрова. Това предизвикателство не се появява във филма, но се появява в игралната адаптация.
- Огледалото Еиналеж е в последната стая, допълнително омагьосано от професор Дъмбълдор, за да даде Философския камък на този, който го търси, но само с надеждата да получи камъка, не и да го използва с егоистични цели.

### Стаята на тайните
Стаята на тайните, която е дълбоко под училището (най-вероятно под езерото), е била дом на древен базилиск, предназначен да се използва за прочистване на училището от мъгълородени ученици. Салазар Слидерин, един от основателите на Хогуортс, построява стаята преди да напусне училището.
Входът на стаята е скрит в тоалетната на Стенещата Миртъл на втория етаж. Един от крановете на мивката има гравирана змия, надраскана отстрани; когато се изрече команда на змиеуста, тя се отваря, за да разкрие тъмен и влажен улей, достатъчно широк, за да се плъзга човек надолу, преминаващ в каменен тунел. Има много скелети на малки животни, осеяни по пода и дори гигантска кожа, отделена от базилиска. Тунелът води до здрава стена, издълбана с две преплетени змии със смарагди за очи. По команда на змиеуста стената се отваря, за да разкрие дълъг, мрачен коридор, облицован с монументални статуи на змии, включително два реда извисяващи се каменни стълбове с издълбани змии, които поддържат тавана. Колосална статуя на Салазар Слидерин, изглеждаща древна и наподобяваща маймуна, е в центъра. Базилискът почива вътре в статуята и излиза от устата ѝ, когато наследникът на Слидерин, Том Риддъл, го призовава През втората си година в Хогуортс, Хари използва змийския език, за да отвори стаята и унищожава дневника, съдържащ въплътения спомен на 16-годишния Том Риддъл от дните му в Хогуортс и също така убива базилиска. По-късно се разкрива, че дневникът е хоркрукс. В Даровете на смъртта Рон и Хърмаяни влизат в стаята. Рон отваря вратата (въпреки че не говори змийски), като имитира звуци, които е чул да използва Хари, когато прави опити да отвори медальона на Слидерин. Те взимат зъб от скелета на базилиска, за да го използват, за да унищожат хоркрукса, направен от чашата на Хелга Хафълпаф.
Когато Том Риддъл отваря стаята, Миртъл се сърди в една от кабинките на тоалетната, след като е дразнена от съученичката си Олив Хорнби. Тя отваря вратата, възнамерявайки да му каже да си тръгне, но веднага умира, след като среща погледа на базилиска, и решава да се превърне в призрак, за да отмъсти на Хорнби. Тоалетната ѝ продължава да функционира, но рядко се използва от учениците поради неприятното присъствие на Миртъл и навика ѝ да я наводнява, когато обезумява.
Изобразяването на Стаята във филмовата адаптация има змийски глави на мястото на стълбовете, а статуята на Слидерин е само неговата глава.
Както е показано в Даровете на смъртта, Стаята на тайните не се появява на Хитроумната карта.

### Проходи
Обикновено има седем тайни прохода в и извън училището и в допълнение, поредицата описва използването на изчезващи близнаци шкафове, създадени един за друг. Филч знае само за четири от тях, докато Джеймс Потър, Сириус Блек, Ремус Лупин и Питър Петигрю (създателите на Хитроумната карта) и близнаците Уизли знаят за всичките седем. Нужната стая може понякога да създаде осми проход извън училището. Единственият известен пример за това е проход към кръчмата Свинската глава, който се появява в Даровете на смъртта. Поради естеството на Нужната стая е възможно да има достъп до няколко прохода към различни места. Трите прохода в Хогуортс, за които Филч не знае, са:
- проходът под Плашещата върба, който води до Къщата на крясъците
- проходът зад огледалото на четвъртия етаж, който води към Хогсмийд, но не се знае точно къде
- проходът под статуята на еднооката вещица до стълбите към класната стая по защита срещу черните изкуства, водещ до избата на Меденото царство. Изговарянето на глас думата „дисендиум“ на вещицата позволява достъп до този проход; след това гърбицата на статуята се отваря и разкрива скрития проход.

Допълнителна връзка между два изчезващи шкафа, единият в училището, а другият в Боргин и Бъркс на Мракон-Али работи, когато Драко Малфой оправя шкафа в Нечистокръвния принц. Този проход не се показва на Хитроумната карта, тъй като не е част от самия замък.
Освен проходи за влизане и излизане от училището, има и множество преки пътища, които водят от една част на замъка до друга. Те често са скрити по такъв начин - като гоблен, който крие дупка в стената.

### Нужната стая
На седмия етаж срещу огромен гоблен, изобразяващ Барнабас Барми, който се опитва да обучава тролове на балет, Нужната стая се появява само когато някой има нужда от нея. За да се появи, човек трябва да премине три пъти покрай нейния скрит вход, като се концентрира върху това, което му е необходимо. След това стаята ще се появи, оборудвана с всичко необходимо. За домашните елфи на Хогуортс тя е известна още като стаята за влизане и излизане.
Дъмбълдор е първият, който споменава стаята, отбелязвайки, че я е открил в пет и половина сутринта, когато се е опитвал да намери тоалетна. Той обаче изглежда не знае тайните на ѝ. По-късно Доби разказва подробно на Хари за стаята и признава, че често води Уинки в стаята, за да излекува пристъпите ѝ на пиянство, причинено от бирения шейк, като намира вътре противоотрови и „хубаво легло с размерите на елф“. Казват, че Филч намира тук почистващи препарати; когато Фред и Джордж се нуждаят от място, където да се скрият, стаята изглежда като шкаф за метли. Трелони също има навика да я използва, за да скрие празните си бутилки от шери, след като е уволнена. Изглежда, че когато човек пожелае да скрие нещо, стаята се появява. Стаята е пълна с изоставени предмети на много векове.
Хари научава за способностите на стаята от Доби в Орденът на феникса, намирайки я за идеалното място за срещите на армията на Дъмбълдор, по време на които тя е пълна с библиотеки, пълни с томове по защита срещу черните изкуства, много различни видове детектори на мрака и множество подови възглавници за практикуване на защитни магии. Когато армията е предадена, стаята остава отворена и Панси Паркинсън може да вземе списъка с членове на организацията. В Нечистокръвния принц Хари използва Нужната стая, за да скрие своето копие на учебника по отвари, описвайки я като голяма катедрала пълна с предмети, скрити от учениците и учителите на Хогуортс през годините, като стари отвари, дрехи, разрушени мебели, стара диадема (която е един от хоркруксите на Волдемор) или книги, които „без съмнение са забранени“. По-късно той разбира, че Драко използва стаята в това състояние, за да скрие и поправи изчезващия гардероб, за да могат смъртожадните да нахлуят в училището. По ирония на съдбата, докато Хари много пъти се опитва да влезе в стаята, за да види какво прави Драко, единственият път, когато успява да влезе в стаята (и той не мисли за Драко), получава достъп до стаята.
В Даровете на смъртта учениците, които се нуждаят от място, където да се скрият от Алекто и Амик Кароу, двама професори смъртожадни, използват стаята. По-късно се разбира, че диадемата на Рейвънклоу е един от хоркруксите на Волдемор и че е скрита в Нужната стая от него. Хари, Рон и Хърмаяни влизат в стаята и попадат в засада от Драко, Краб и Гойл. Диадемата най-накрая е унищожена, когато Краб изпълва стаята с това, което Хърмаяни нарича дяволски огън; разрушителен магически огън. Не е известно дали стаята продължава да функционира след събитията от Даровете на смъртта.
Тъй като стаята не е на определено място, това е едно от избраните места в Хогуортс, което не се появява на Хитроумната карта.

### Забранената гора
Забранената гора е голяма, тъмна омагьосана гора в границите на училището. Строго е забранено за всички ученици, освен по време на часовете по грижа за магически същества и, в редки случаи, задържания, да посещават гората.
Сред растителните видове в гората има дървета като бук, дъб, бор, явор, тис и тръни. Въпреки че гората е много гъста и дива, има няколко пътеки и сечища. Хагрид, който често пътува в гората по различни причини, най-често прави тези пътеки. Гората също е дом на разнообразие от същества, много от които опасни.
През 2017 г. към Обиколка на студиото на Уорнър Брос в Лондон – Създаването на Хари Потър е добавено разширението Забранената гора, което позволява на феновете да я изследват за първи път.

### Хогуортс Експрес
Хогуортс Експрес е влак, който превозва учениците без спиране от перон 9 3⁄4 на гара Кингс Крос в Лондон до гара Хогсмийд, близо до Хогуортс. Префектите на училището се возят в отделен вагон близо до предната част на влака.
Влакът започва да се използва през 1850-те години. Преди това учениците пътуват до Хогуортс с метли или омагьосани карети.
Локомотивът, използвана във филмовите адаптации, е GWR 4900 Class 5972 Olton Hall, но това не е първият локомотив, използван за Хогуортс Екпрес. За популяризиране на книгите локомотивът на Южната железница 34027 Taw Valley е пребоядисан и преименуван временно, но е отхвърлен от режисьора Крис Кълъмбъс, тъй като изглежда „твърде модерен“ за филма. Локациите на заснемане на Хогуортс Експрес включват Goathland на железопътната линия North Yorkshire Moors, жп гара Кингс Крос и маршрута на Jacobite Express, който следва линията West Highland от Форт Уилям до Mallaig в Шотландия, докато пресича виадукта Glenfinnan.

## В популярната култура
Училището Хогуортс е избрано за 36-то най-добро шотландско образователно заведение в онлайн класация за 2008 г., изпреварвайки училище Лорето в Единбург. Според директора на класацията на мрежата на независимите училища, училището за магия е добавено към списъка на училищата „за забавление“.